# Séries de divisions de la Ligue américaine de baseball 1981
Les Séries de divisions de la Ligue américaine de baseball 1981 faisaient partie de la première ronde des séries éliminatoires dans les Ligues majeures de baseball, devant mener à la Série mondiale.
Elles étaient constituées de deux séries trois de cinq, opposant les champions des deux moitiés de la saison 1981 dans les divisions Est et Ouest de la Ligue américaine.
Ces Séries de divisions ont débuté le mardi 6 octobre 1981 et se sont terminées le dimanche 11 octobre. Les deux équipes gagnantes, les Yankees de New York et les Athletics d'Oakland, se sont ensuite affrontées en Série de championnat de la Ligue américaine de baseball.

## Contexte
La saison 1981 des Ligues majeures de baseball avait été interrompue pendant 50 jours en raison d'une grève des joueurs. Lors du retour au jeu, la ligue décida d'utiliser une formule peu conventionnelle pour cette saison seulement. Elle détermina que les équipes se trouvant en tête de leurs divisions au moment de l'arrêt de jeu seraient nommées championnes de la première moitié de saison, et accéderaient automatiquement aux séries éliminatoires. Les matchs restant au calendrier régulier serviraient à déterminer le classement des équipes pour la seconde moitié, qui couronnerait à son tour des champions dans les divisions Est et Ouest. Le baseball majeur avait prévu de permettre à un wild card (meilleur deuxième) de passer en séries si le champion d'une division s'avérait être le même lors des deux moitiés de la saison, mais cette éventualité ne se concrétisa pas.
Cet arrangement ne fit pas l'unanimité, et les détracteurs pointèrent le fait que les Reds de Cincinnati de la Ligue nationale, auteur du meilleur dossier des majeures (66-42) cette saison-là, ratèrent malgré tout leur qualification en terminant deuxièmes dans chacune des deux moitiés du calendrier. Les Rangers du Texas terminèrent deuxièmes derrière Oakland en première demie, et troisièmes derrière Oakland et Kansas City en deuxième demie, et ratèrent donc les éliminatoires malgré une meilleure fiche (57-48) que ces deux formations.
Les Séries de divisions de 1981 dans les ligues Américaine et Nationale furent présentées à titre exceptionnel, et dès 1982 les ligues majeures retournèrent aux saisons régulières de 162 parties et à la formule régulière d'un seul tour éliminatoire avant la Série mondiale.
Les Séries de divisions telles qu'on les connaît maintenant furent instaurées en 1994 lors du réarrangement des divisions du baseball majeur, alors que les 28 équipes de l'époque furent redistribuées entre 6 sections, plutôt que 4, et qu'il fut permis à 8 équipes au lieu de 4 de participer aux éliminatoires. Cependant, en raison d'une autre grève des joueurs qui mena à l'annulation de la fin de la saison 1994 et des éliminatoires, cette nouvelle formule de séries à trois rondes ne fut présenté pour la première fois qu'en 1995.

## Athletics d'Oakland vs. Royals de Kansas City
Les Athletics d'Oakland remportèrent le championnat de la section Ouest de l'Américaine en première moitié de saison avec 37 victoires et 23 défaites. Les Athletics ont remis une fiche de 54-45 sur l'ensemble de la saison et participaient aux séries pour la première fois depuis 1975.
Les Royals de Kansas City, après une piètre fiche de 20-30 en première demie, remportèrent 30 victoires, contre 23 défaites, en seconde moitié de saison, terminant un match devant Oakland dans l'Ouest. Ils se qualifiaient pour la deuxième année de suite et la pour la cinquième fois en six ans.
Oakland remporta la série en trois parties consécutives.

### Calendrier des rencontres
| Match | Date      | Visiteur              | Hôte                  | Score |
| ----- | --------- | --------------------- | --------------------- | ----- |
| 1     | 6 octobre | Athletics d'Oakland   | Royals de Kansas City | 4 - 0 |
| 2     | 7 octobre | Athletics d'Oakland   | Royals de Kansas City | 2 - 1 |
| 3     | 9 octobre | Royals de Kansas City | Athletics d'Oakland   | 1 - 4 |

### Match 1
Mardi 6 octobre 1981 au Royals Stadium, Kansas City, Missouri.
| Athletics d'Oakland | 0 | 0 | 0 | 3 | 0 | 0 | 0 | 1 | 0 | 4 | 8 | 2 |
| Royals de Kansas City | 0 | 0 | 0 | 0 | 0 | 0 | 0 | 0 | 0 | 0 | 4 | 1 |
| Lanceurs partants : OAK : Mike Norris KC : Dennis Leonard Vic. : Mike Norris (1-0) Déf. : Dennis Leonard (0-1) HRs : OAK : Wayne Gross (1), Dwayne Murphy (1) |   |   |   |   |   |   |   |   |   |   |   |   |

### Match 2
Mercredi 7 octobre 1981 au Royals Stadium, Kansas City, Missouri.
| Athletics d'Oakland                                                                                        | 1 | 0 | 0 | 0 | 0 | 0 | 0 | 1 | 0 | 2 | 10 | 1 |
| Royals de Kansas City                                                                                      | 0 | 0 | 0 | 0 | 1 | 0 | 0 | 0 | 0 | 1 | 6  | 0 |
| Lanceurs partants : OAK : Steve McCatty KC : Mike Jones Vic. : Steve McCatty (1-0) Déf. : Mike Jones (0-1) |   |   |   |   |   |   |   |   |   |   |    |   |

### Match 3
Vendredi 9 octobre 1981 au Oakland-Alameda County Coliseum, Oakland, Californie.
| Royals de Kansas City | 0 | 0 | 0 | 1 | 0 | 0 | 0 | 0 | 0 | 1 | 10 | 3 |
| Athletics d'Oakland | 1 | 0 | 1 | 2 | 0 | 0 | 0 | 0 | X | 4 | 7  | 0 |
| Lanceurs partants : KC : Larry Gura OAK : Rick Langford Vic. : Rick Langford (1-0) Déf. : Larry Gura (0-1) Sauv. : Dave Beard (1) HRs: OAK : Dave McKay (1) |   |   |   |   |   |   |   |   |   |   |    |   |

## Yankees de New York vs. Brewers de Milwaukee
Les Yankees de New York ont gagné le championnat de la division Est avec un rendement de 34-22 en première moitié de saison. Ils finirent cependant 6e sur sept équipes en seconde moitié. Leur dossier sur l'ensemble de 1981 fut de 59-48. Il s'agissait de leur deuxième qualification consécutive et de leur 5e en six ans. Les Yankees durent toutefois patienter jusqu'en 1996 pour à nouveau participer aux séries éliminatoires.
Champions de la seconde partie du calendrier régulier dans la division Est avec une fiche de 31-22, les Brewers de Milwaukee décrochèrent la première qualification de leur histoire. Ils gagnèrent 62 parties et subirent 47 défaites au total en 1981.
New York remporta la série, trois parties à deux.

### Calendrier des rencontres
| Match | Date       | Visiteur             | Hôte                 | Score |
| ----- | ---------- | -------------------- | -------------------- | ----- |
| 1     | 7 octobre  | Yankees de New York  | Brewers de Milwaukee | 5 - 3 |
| 2     | 8 octobre  | Yankees de New York  | Brewers de Milwaukee | 3 - 0 |
| 3     | 9 octobre  | Brewers de Milwaukee | Yankees de New York  | 5 - 3 |
| 4     | 10 octobre | Brewers de Milwaukee | Yankees de New York  | 2 - 1 |
| 5     | 11 octobre | Brewers de Milwaukee | Yankees de New York  | 3 - 7 |

### Match 1
Mercredi 7 octobre 1981 au County Stadium, Milwaukee, Wisconsin.
| Yankees de New York | 0 | 0 | 0 | 4 | 0 | 0 | 0 | 0 | 1 | 5 | 13 | 1 |
| Brewers de Milwaukee | 0 | 1 | 1 | 0 | 1 | 0 | 0 | 0 | 0 | 3 | 8  | 3 |
| Lanceurs partants : NYY : Ron Guidry MIL : Moose Haas Vic. : Ron Davis (1-0) Déf. : Moose Haas (0-1) Sauv. : Rich Gossage (1) HRs : NYY : Oscar Gamble (1) |   |   |   |   |   |   |   |   |   |   |    |   |

### Match 2
Jeudi 8 octobre 1981 au County Stadium, Milwaukee, Wisconsin.
| Yankees de New York | 0 | 0 | 0 | 1 | 0 | 0 | 0 | 0 | 2 | 3 | 7 | 0 |
| Brewers de Milwaukee | 0 | 0 | 0 | 0 | 0 | 0 | 0 | 0 | 0 | 0 | 7 | 0 |
| Lanceurs partants : NYY : Dave Righetti MIL : Mike Caldwell Vic. : Dave Righetti (1-0) Déf. : Mike Caldwell (0-1) Sauv. : Rich Gossage (2) HRs : NYY : Lou Piniella (1), Reggie Jackson (1) |   |   |   |   |   |   |   |   |   |   |   |   |

### Match 3
Vendredi 9 octobre 1981 au Yankee Stadium, New York, NY.
| Brewers de Milwaukee | 0 | 0 | 0 | 0 | 0 | 0 | 3 | 2 | 0 | 5 | 9 | 0 |
| Yankees de New York | 0 | 0 | 0 | 1 | 0 | 0 | 2 | 0 | 0 | 3 | 8 | 2 |
| Lanceurs partants : MIL : Randy Lerch NYY : Tommy John Vic. : Rollie Fingers (1-0) Déf. : Tommy John (0-1) HRs : MIL : Ted Simmons (1), Paul Molitor (1) |   |   |   |   |   |   |   |   |   |   |   |   |

### Match 4
Samedi 10 octobre 1981 au Yankee Stadium, New York, NY.
| Brewers de Milwaukee | 0 | 0 | 0 | 2 | 0 | 0 | 0 | 0 | 0 | 2 | 4 | 2 |
| Yankees de New York | 0 | 0 | 0 | 0 | 0 | 1 | 0 | 0 | 0 | 1 | 5 | 0 |
| Lanceurs partants : MIL : Pete Vuckovich NYY : Rick Reuschel Vic. : Pete Vuckovich (1-0) Déf. : Rick Reuschel (0-1) Sauv. : Rollie Fingers (1) |   |   |   |   |   |   |   |   |   |   |   |   |

### Match 5
Dimanche 11 octobre 1981 au Yankee Stadium, New York, NY.
| Brewers de Milwaukee | 0 | 1 | 1 | 0 | 0 | 0 | 1 | 0 | 0 | 3 | 8  | 0 |
| Yankees de New York | 0 | 0 | 0 | 4 | 0 | 0 | 1 | 2 | X | 7 | 13 | 0 |
| Lanceurs partants : MIL : Moose Haas NYY : Ron Guidry Vic. : Dave Righetti (2-0) Déf. : Moose Haas (0-2) Sauv. : Rich Gossage (3) HRs : MIL : Gorman Thomas (1) NYY : Reggie Jackson (2), Oscar Gamble (2), Rick Cerone (1) |   |   |   |   |   |   |   |   |   |   |    |   |